# Норт-Ньютон Тауншип (округ Камберленд, Пенсільванія)
Норт-Ньютон Тауншип (англ. North Newton Township) — селище (англ. township) в США, в окрузі Камберленд штату Пенсільванія. Населення — 2546 осіб (2020).

## Демографія
Згідно з переписом 2010 року, у селищі мешкало 2430 осіб у 865 домогосподарствах у складі 679 родин. Було 897 помешкань
Расовий склад населення:
| - 97,8 % — білих - 0,4 % — азіатів - 0,1 % — корінних американців |

До двох чи більше рас належало 1,1 %. Частка іспаномовних становила 1,0 % від усіх жителів.
За віковим діапазоном населення розподілялося таким чином: 27,9 % — особи молодші 18 років, 57,7 % — особи у віці 18—64 років, 14,4 % — особи у віці 65 років та старші. Медіана віку мешканця становила 38,1 року. На 100 осіб жіночої статі у селищі припадало 100,2 чоловіків;  на 100 жінок у віці від 18 років та старших — 98,3 чоловіків також старших 18 років.
Середній дохід на одне домашнє господарство  становив 76 159 доларів США (медіана — 64 732), а середній дохід на одну сім'ю — 84 358 доларів (медіана — 68 244). Медіана доходів становила 49 500 доларів для чоловіків та 31 593 долари для жінок. За межею бідності перебувало 9,6 % осіб, у тому числі 18,9 % дітей у віці до 18 років та 5,7 % осіб у віці 65 років та старших.
Цивільне працевлаштоване населення становило 1118 осіб. Основні галузі зайнятості: освіта, охорона здоров'я та соціальна допомога — 21,0 %, роздрібна торгівля — 12,3 %, виробництво — 11,4 %, науковці, спеціалісти, менеджери — 11,3 %.